# إليوشن إل-20 (1948)
إليوشن إل-20  (بالإنجليزية: Ilyushin Il-20)‏ هي من صناعة إليوشن. كان أول طيران لها في 5 ديسمبر 1948.